# Culbertson (Montana)
Culbertson és una població dels Estats Units a l'estat de Montana. Segons el cens del 2000 tenia 716 habitants.

## Demografia
Segons el cens del 2000, Culbertson tenia 716 habitants, 295 habitatges, i 192 famílies. La densitat de població era de 468,6 habitants per km².
Dels 295 habitatges en un 32,5% hi vivien nens de menys de 18 anys, en un 55,6% hi vivien parelles casades, en un 6,4% dones solteres, i en un 34,6% no eren unitats familiars. En el 30,8% dels habitatges hi vivien persones soles el 15,6% de les quals corresponia a persones de 65 anys o més que vivien soles. El nombre mitjà de persones vivint en cada habitatge era de 2,32 i el nombre mitjà de persones que vivien en cada família era de 2,9.
Per edats la població es repartia de la següent manera: un 23,7% tenia menys de 18 anys, un 5,4% entre 18 i 24, un 23,7% entre 25 i 44, un 24% de 45 a 60 i un 23% 65 anys o més.
L'edat mediana era de 43 anys. Per cada 100 dones de 18 o més anys hi havia 90,9 homes.
La renda mediana per habitatge era de 30.000 $ i la renda mediana per família de 38.750 $. Els homes tenien una renda mediana de 26.771 $ mentre que les dones 14.643 $. La renda per capita de la població era de 15.393 $. Aproximadament l'11,2% de les famílies i l'11,3% de la població estaven per davall del llindar de pobresa.

## Poblacions més properes
El següent diagrama mostra les poblacions més properes.